# Миколаївка (Хмільницький район)
Микола́ївка — село в Україні, у Самгородоцькій громаді Хмільницького району Вінницької області.

## Історія та склад населення
Населення становить 621 осіб. Було засноване німецькими та голландськими колоністами, згодом на їхнє місце переселилися чехи. Нині тут діє товариство «Голендерські чехи».
Мовний склад села був таким (станом на 2001 рік):
| мова                        | к-сть осіб | %     |
| --------------------------- | ---------- | ----- |
| українська                  | 551        | 88,73 |
| російська                   | 6          | 0,97  |
| інші мови (ймовірно чеська) | 64         | 10,30 |

## Транспортне сполучення
До села є автомобільна дорога з твердим покриттям. Поруч проходить і магістральна двоколійна електрифікована залізниця Жмеринка — Козятин. Основним транспортом села, як і багатьох сіл Вінницької області, залишається залізниця.
Щодня кілька разів на день на станції Миколаївка [Архівовано 4 січня 2014 у Wayback Machine.] (між ст. Кордишівка і Голендри) зупиняються приміські поїзди Жмеринка — Козятин (Браїлів, Гнівань, Тюшки, Вінниця, Сосонка, Сальницький, Калинівка, Варшиця, Гулівці, Голендри) і зворотно. Час руху до районного центру — 15 хв. До обласного центру — 50 хв.
На ст. Жмеринка можна пересісти на Вапнярку, Могилів-Подільський, Хмельницький. На ст. Козятин — на Бердичів, Шепетівку, Житомир, Коростень, Фастів, Київ, Погребище, Жашків, Христинівку.

## Галерея

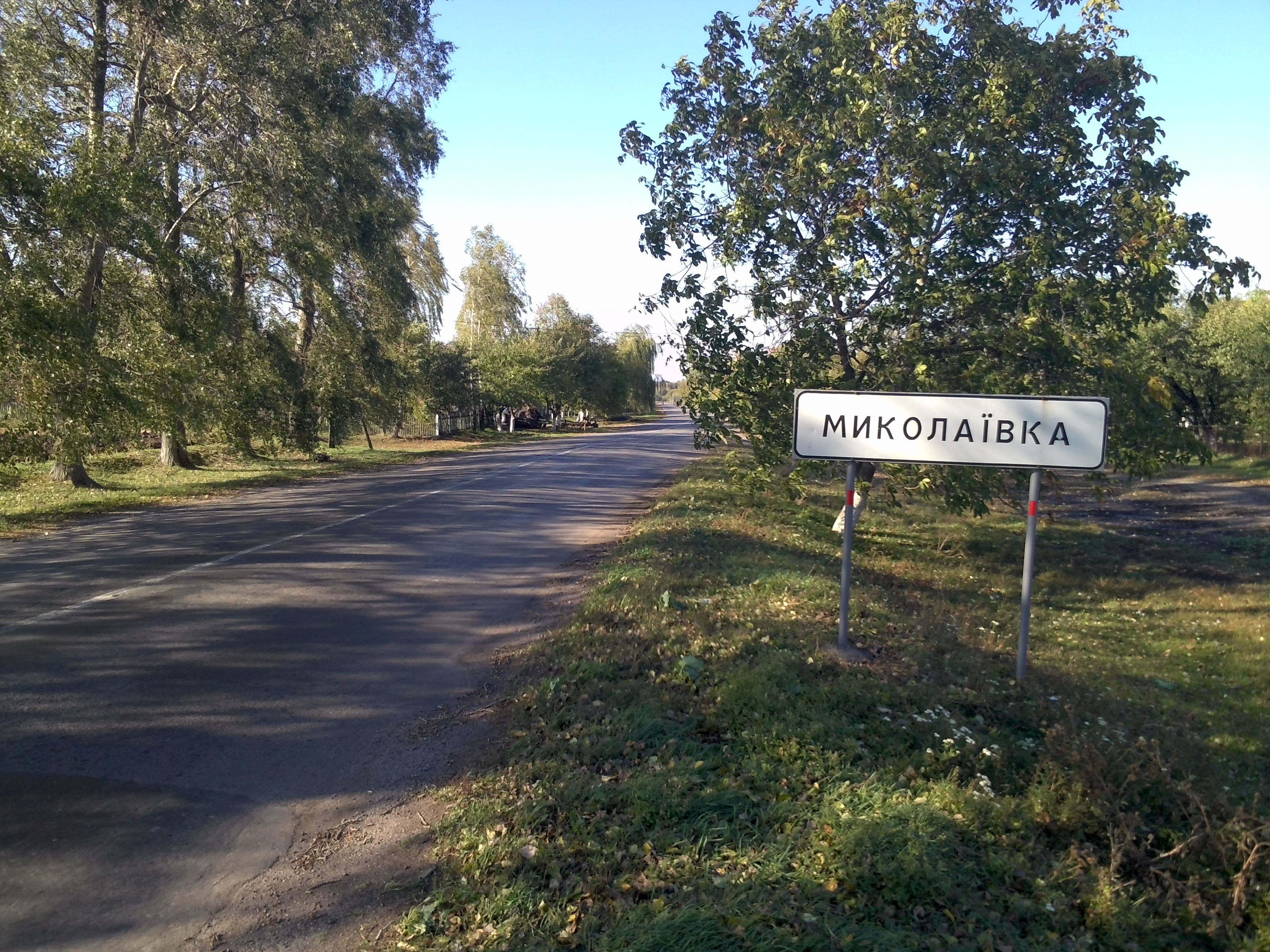
В'їзд до села
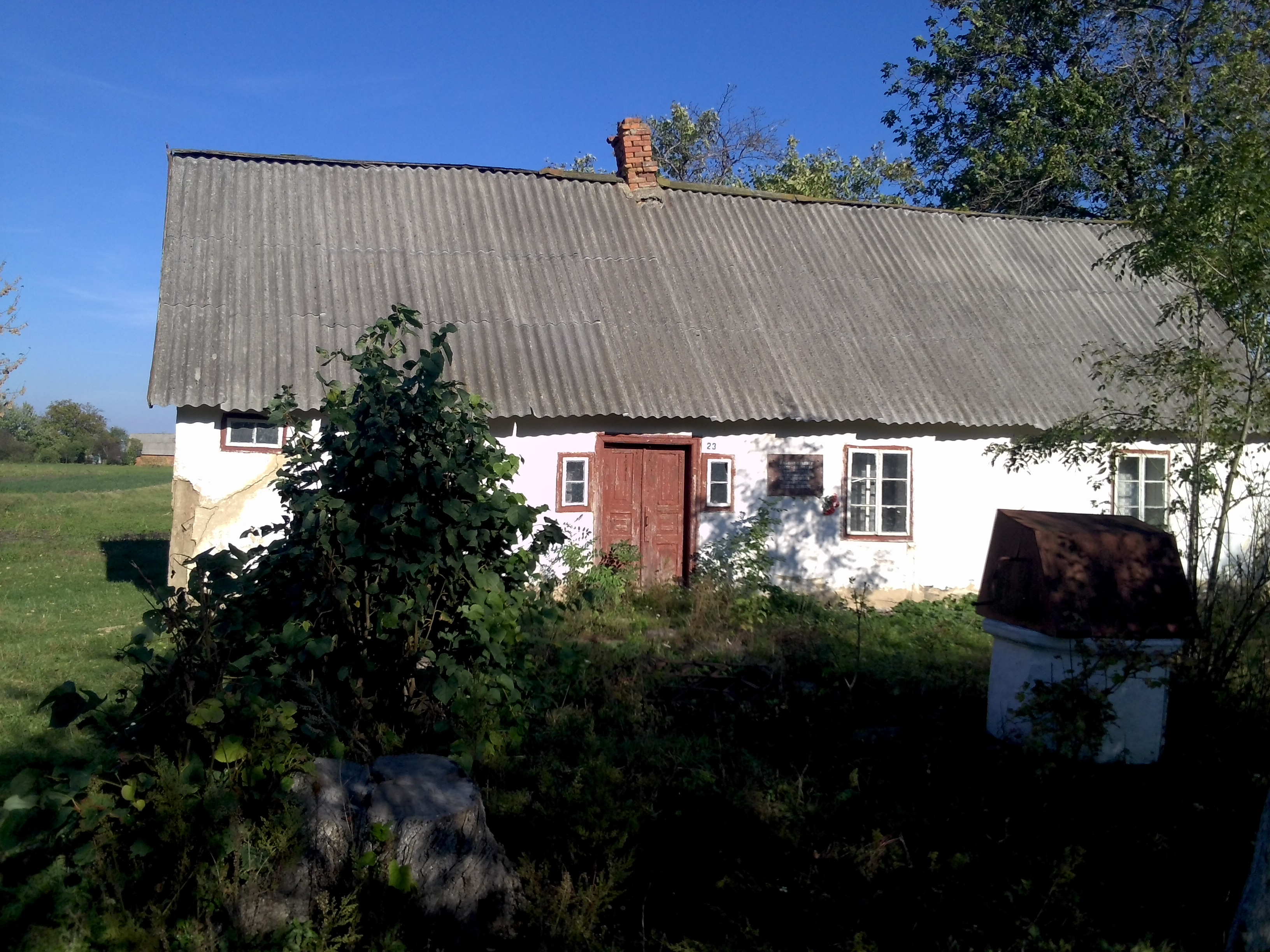
Будинок в якому жив письменник Василь Земляк
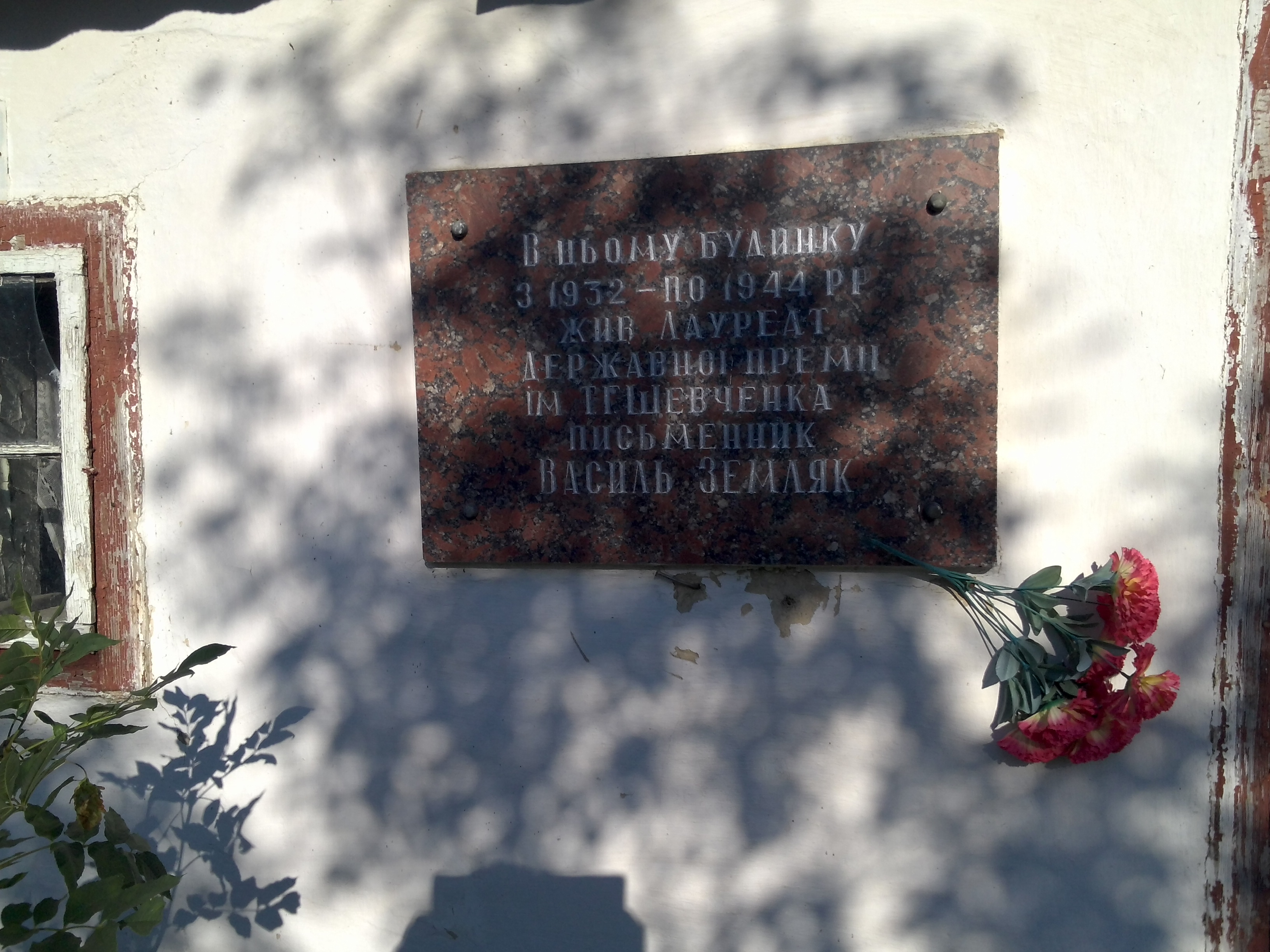
Меморіальна таблиця на будинку, де жив Василь Земляк
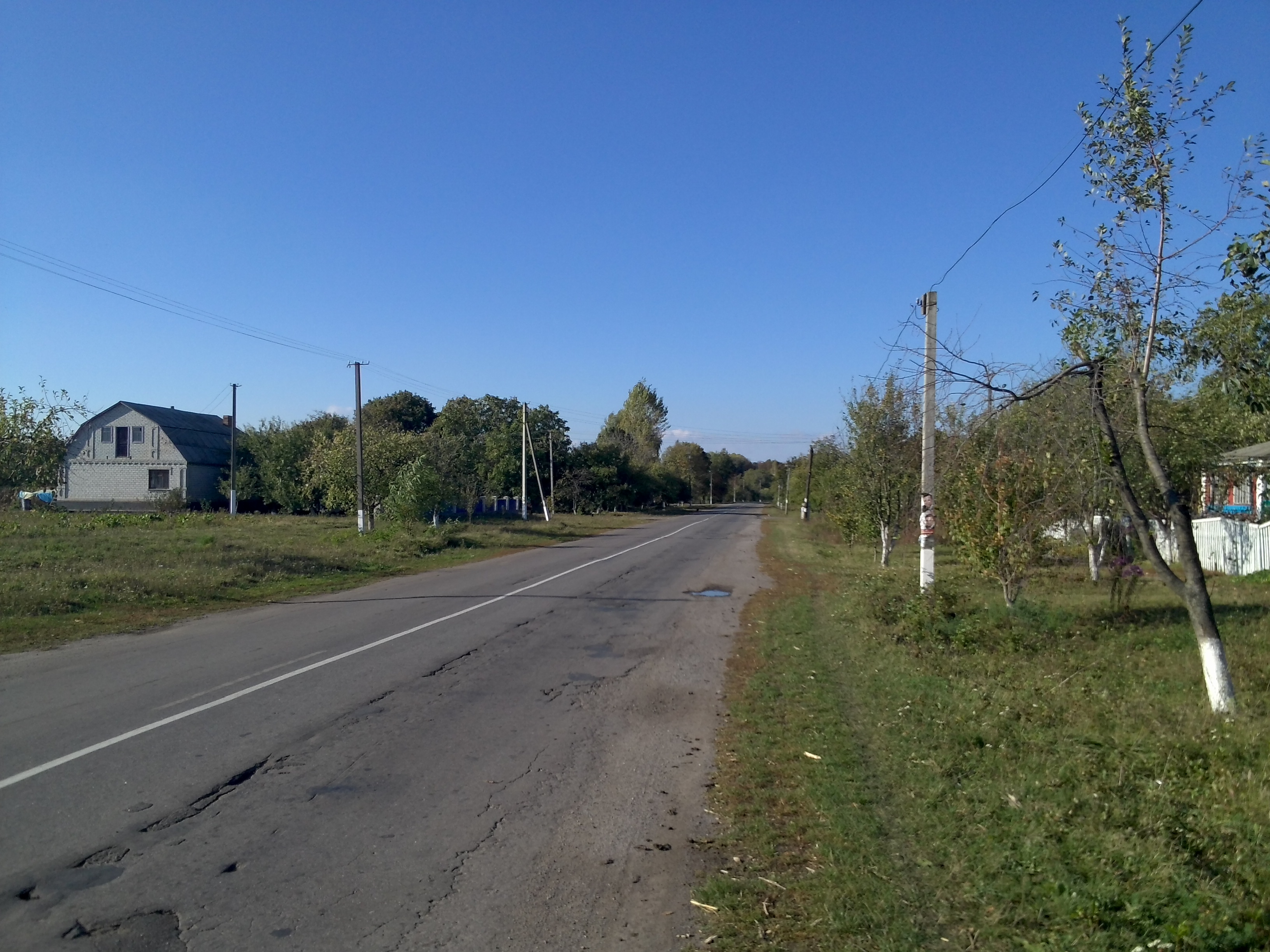
Головна вулиця села
Братська могила 54 воїнів Радянської Армії, які загинули під час звільнення села
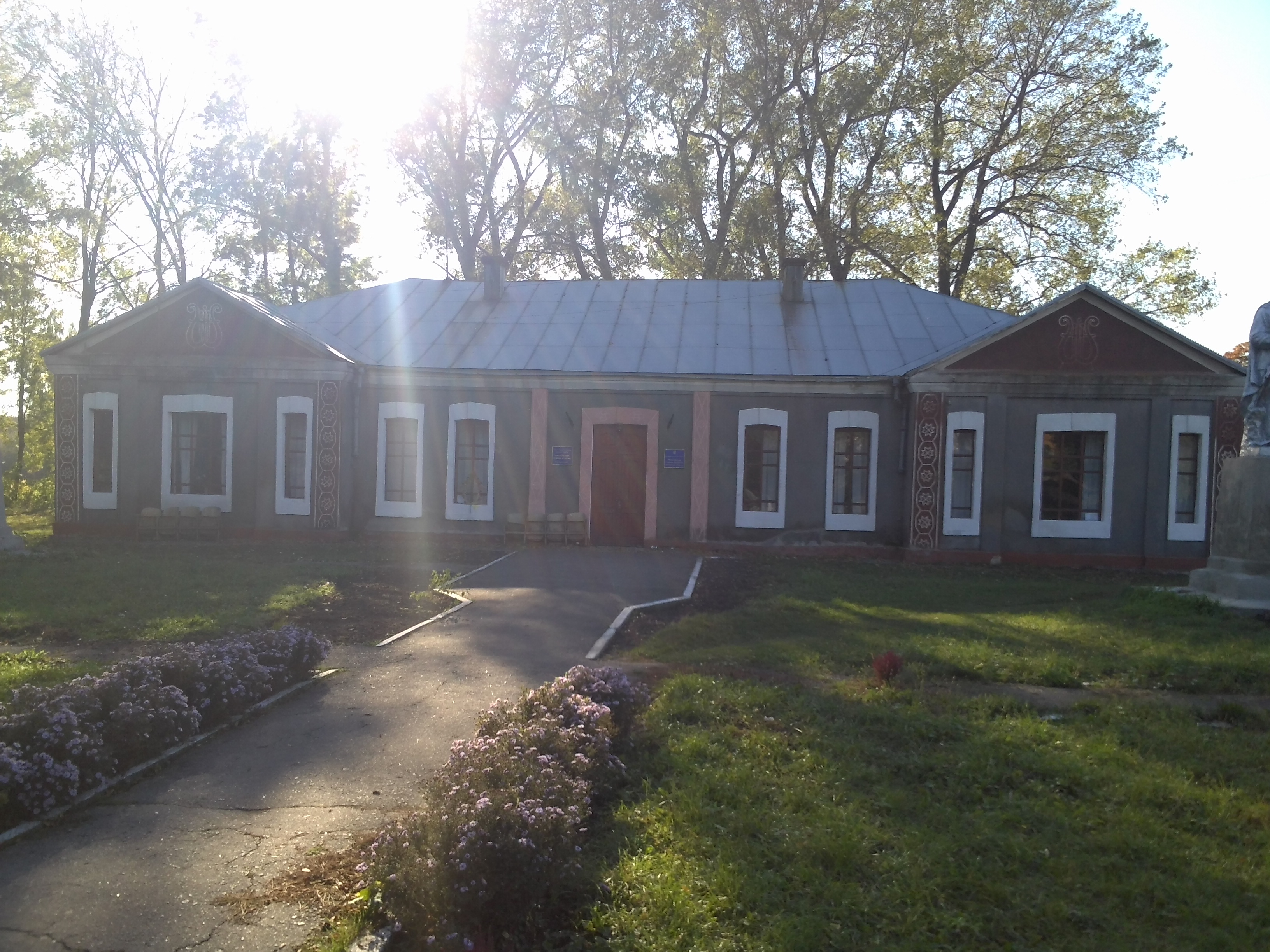
Будинок культури та бібліотека
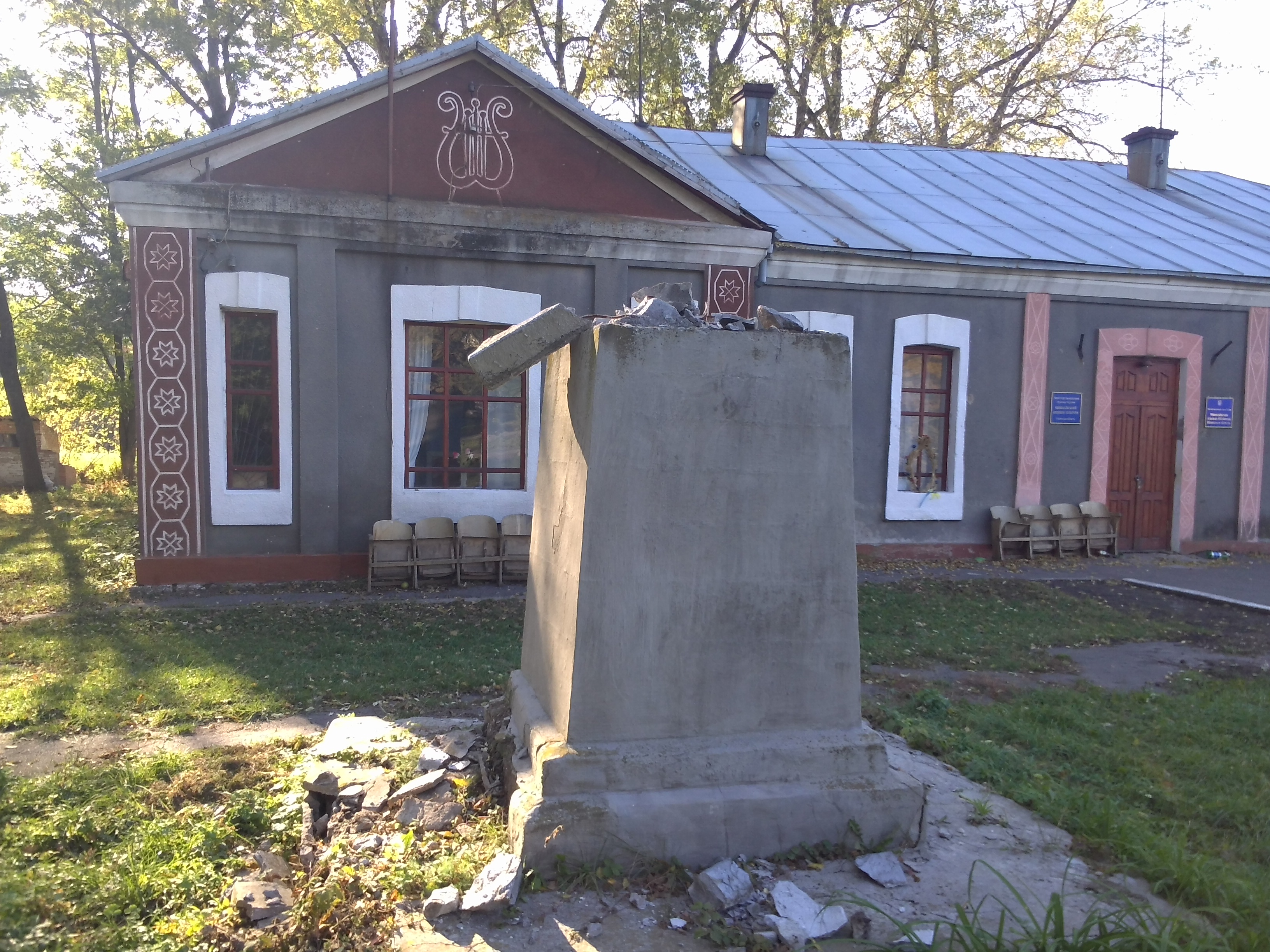
Зруйнований пам'ятник
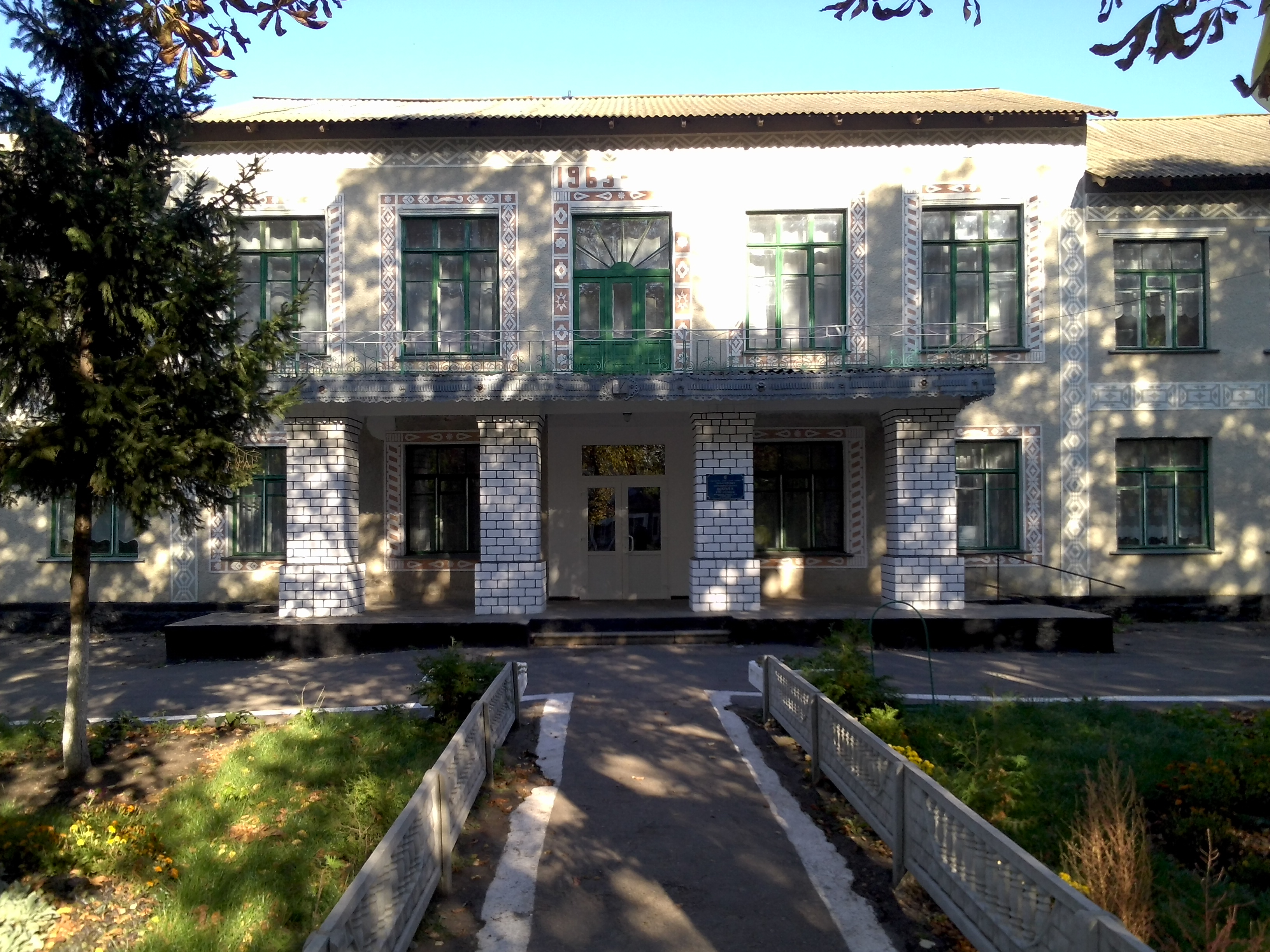
Школа
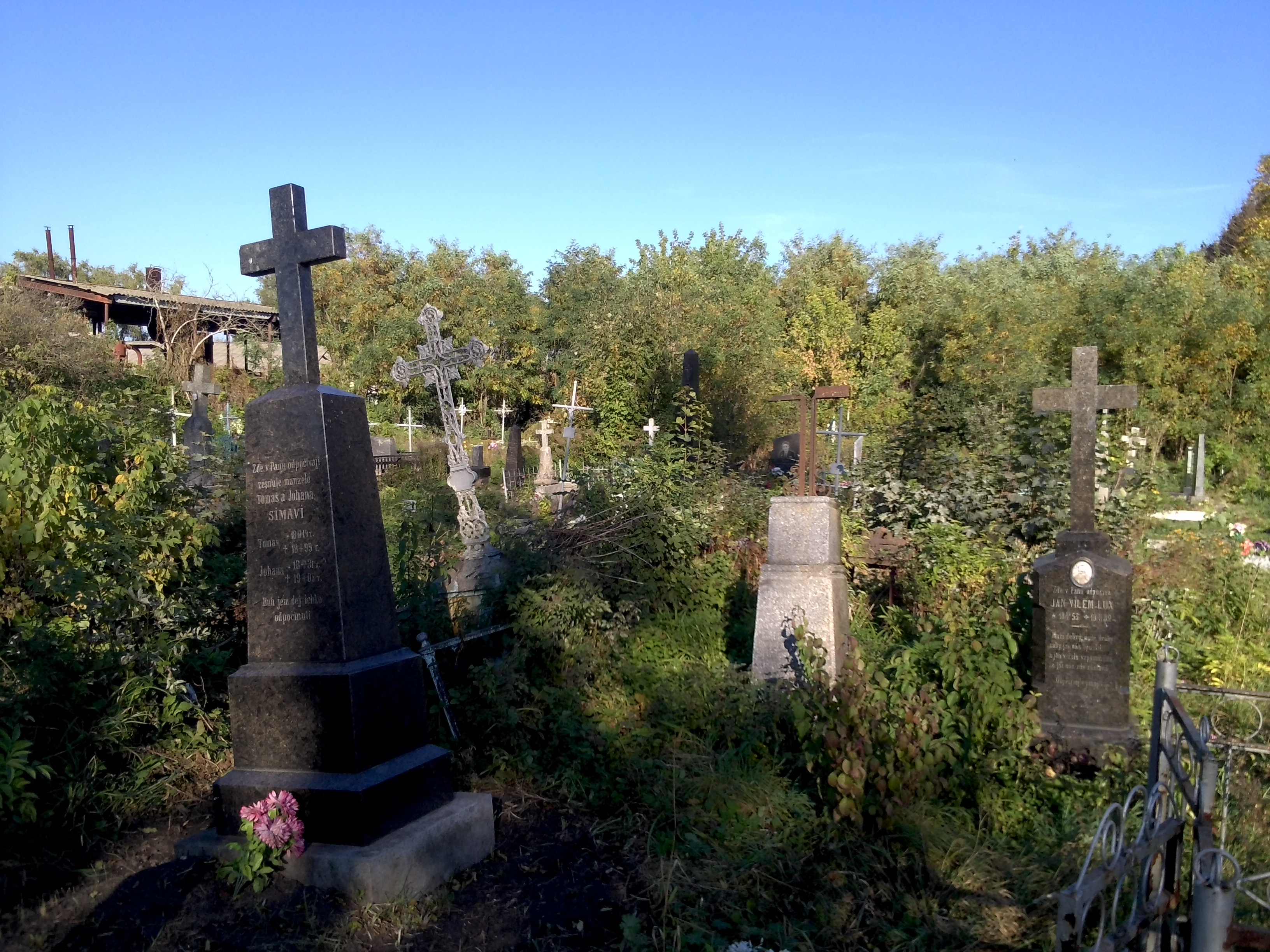
Чеські поховання на сільському кладовищі
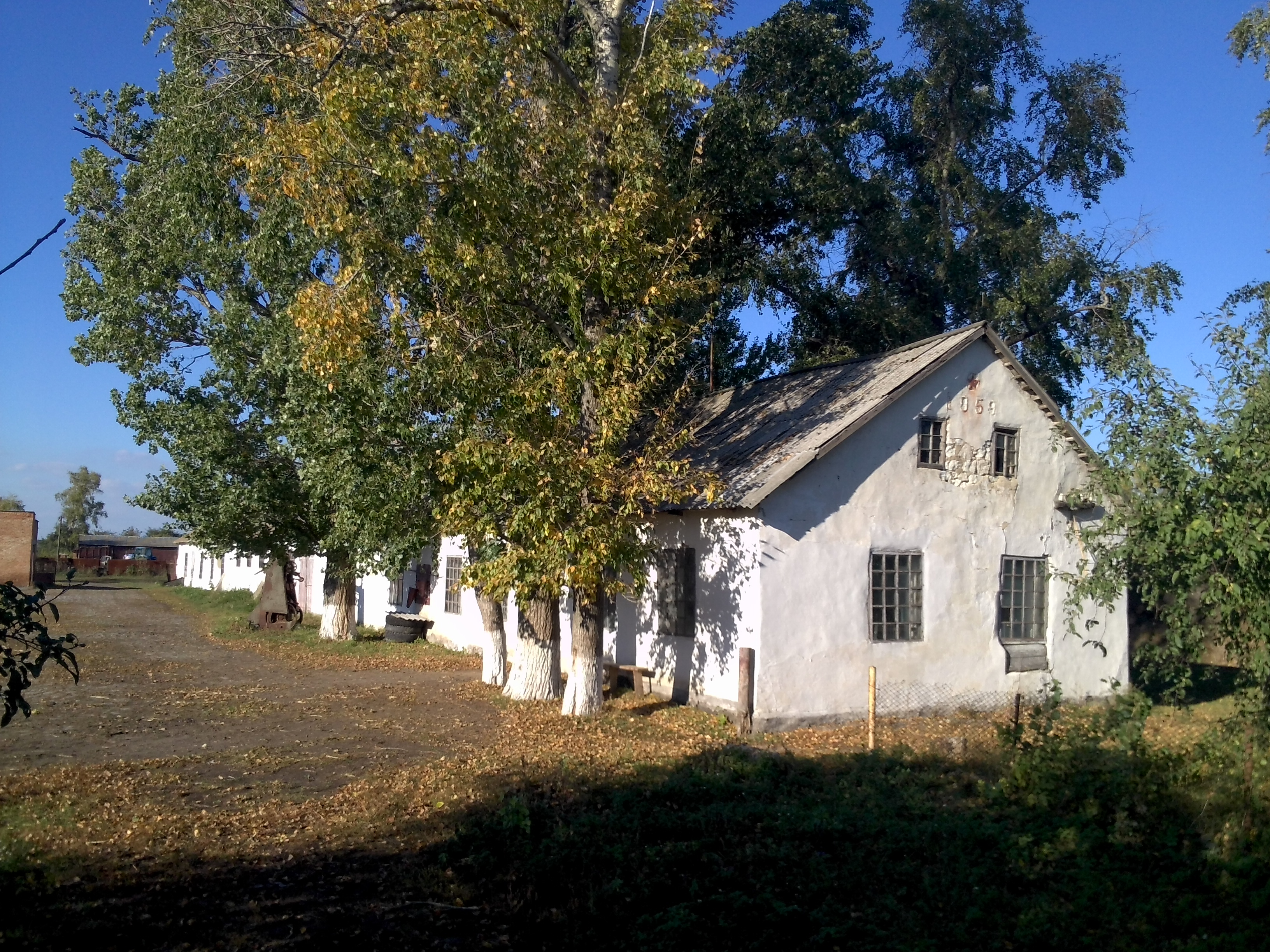
Стара колгоспна будівля
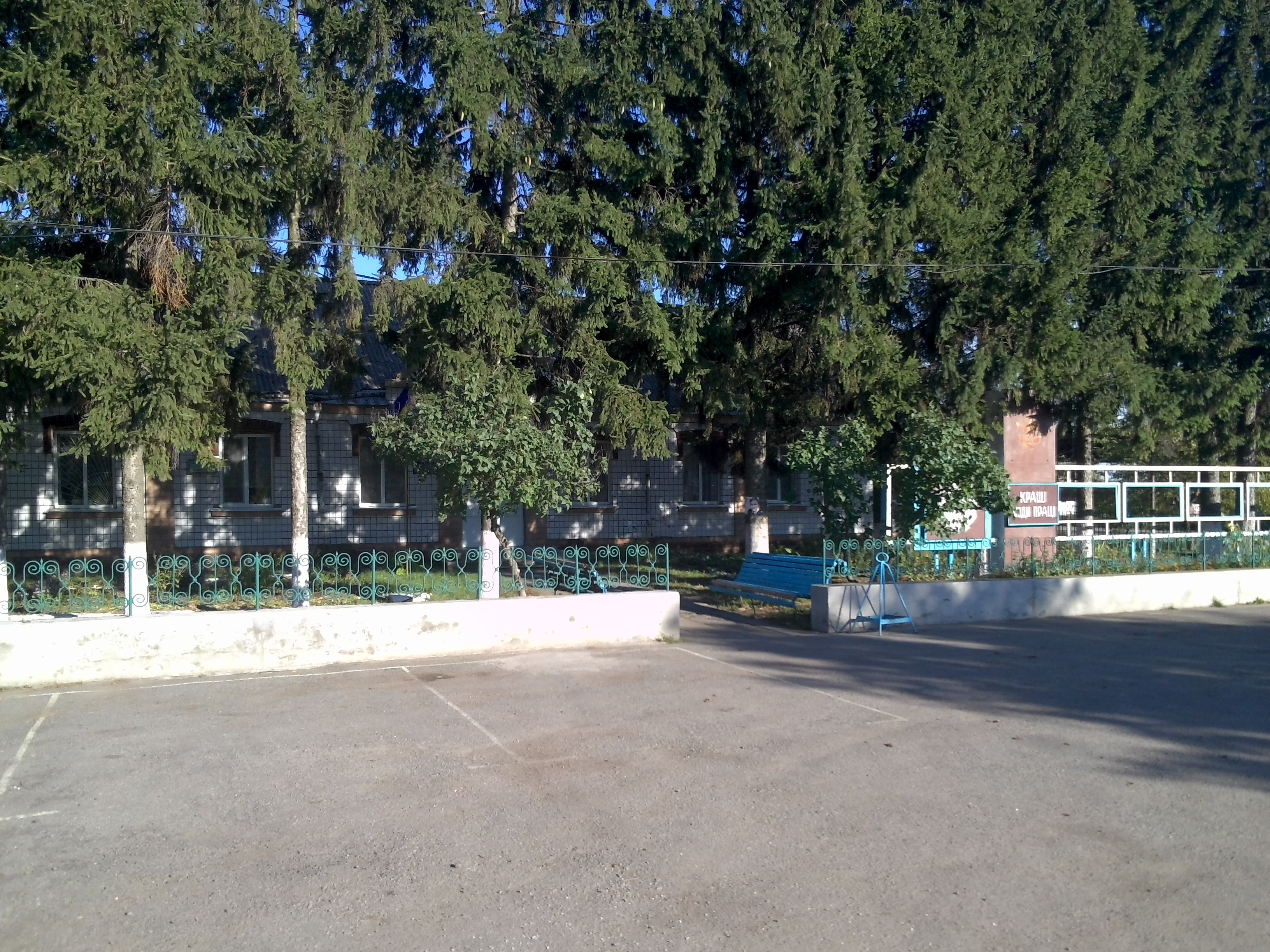
Сільська рада
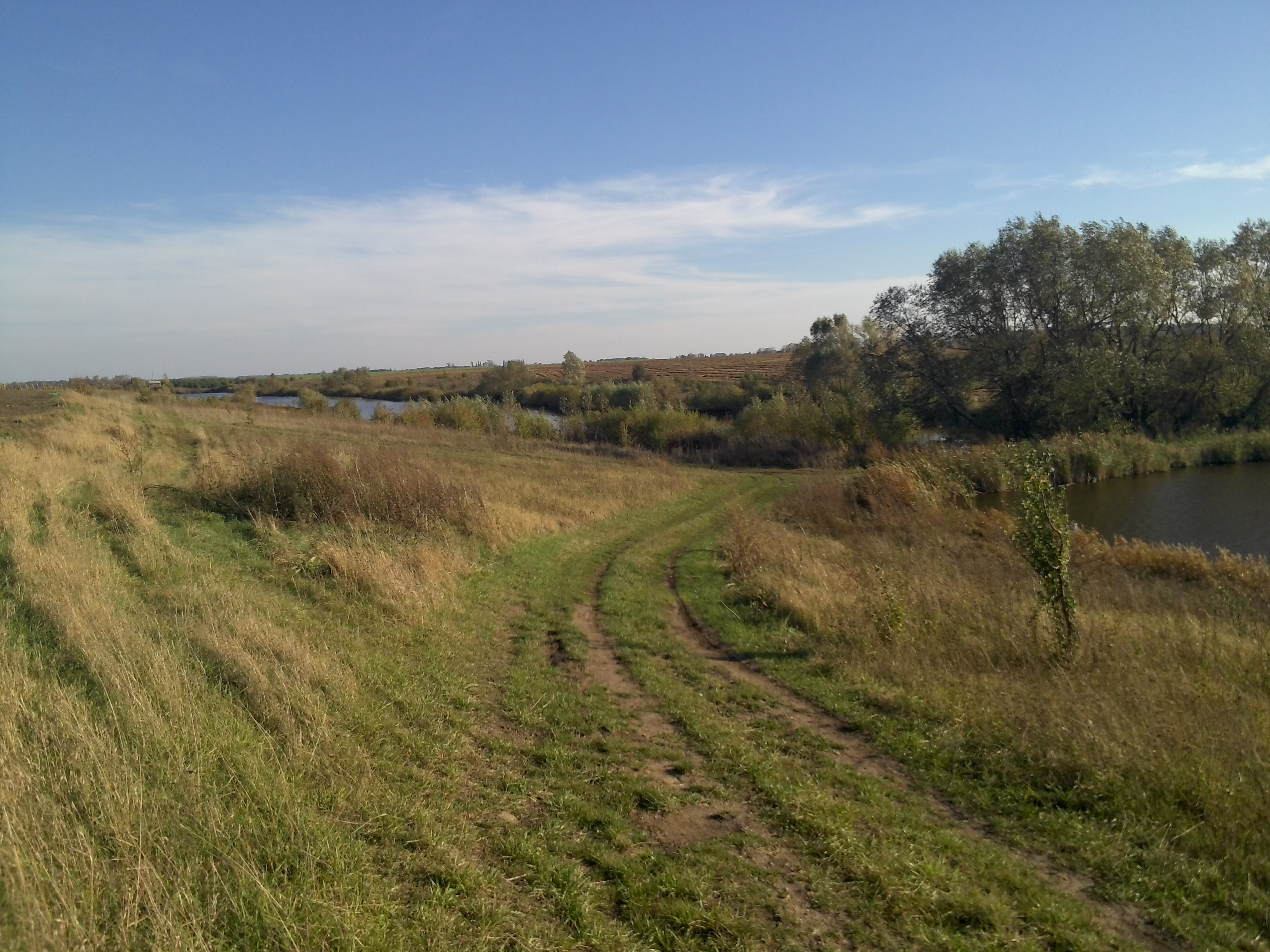
Одні з початків річки Десна
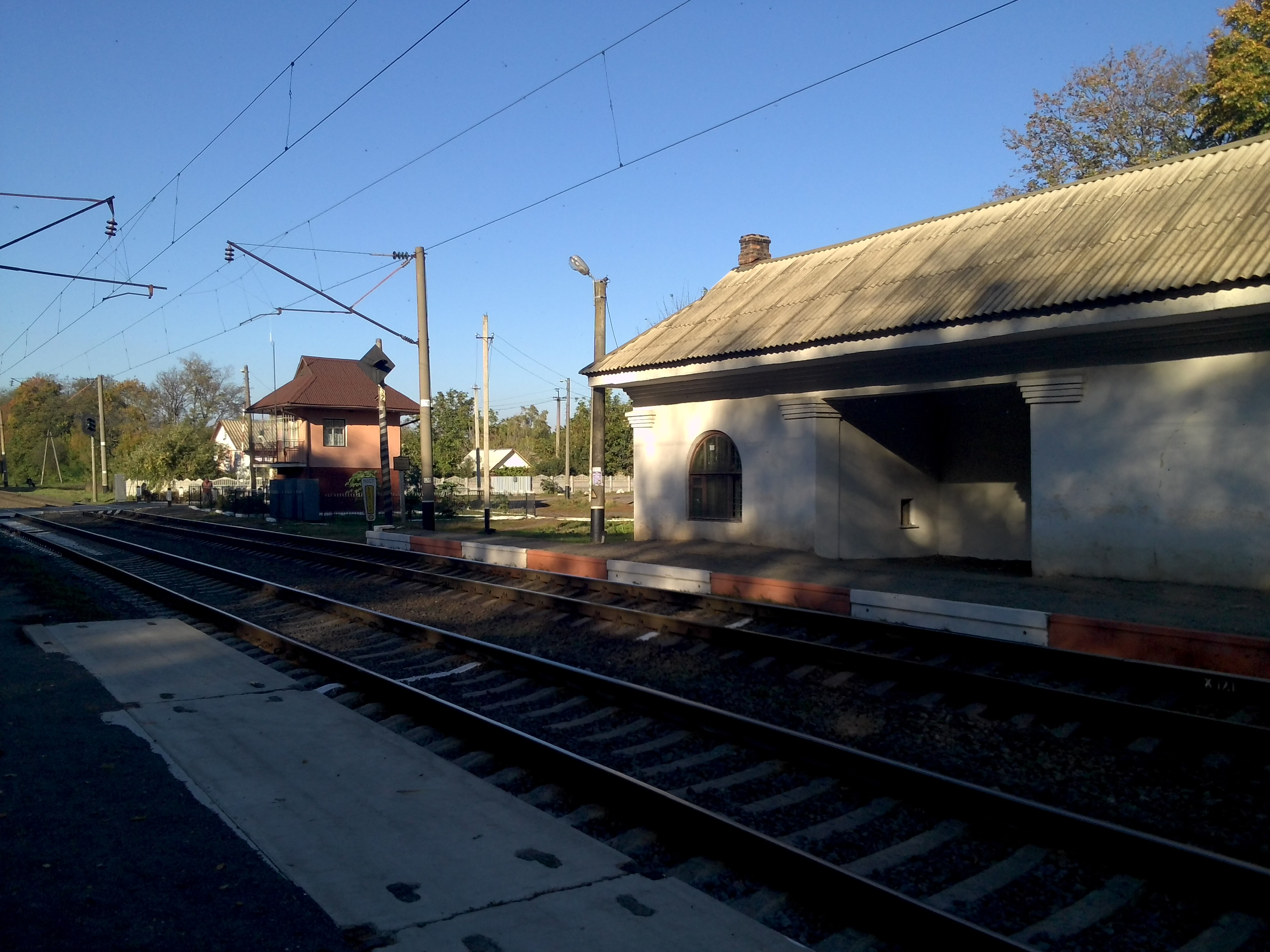
Зупинний пункт Миколаївка
Пам’ятник 66 воїнам – односельчанам, які загинули на фронтах ВВВ